# (9148) Boriszaitsev
(9148) Boriszaitsev (1977 EL1) – planetoida z grupy pasa głównego asteroid okrążająca Słońce w ciągu 3,34 lat w średniej odległości 2,23 j.a. Odkryta 13 marca 1977 roku.